# Чистые пруды (станция метро)
«Чи́стые пруды́» (до 5 ноября 1990 года — «Ки́ровская») — станция Московского метрополитена на Сокольнической линии. Расположена между станциями «Красные Ворота» и «Лубянка», связана пересадкой со станциями «Тургеневская» на Калужско-Рижской линии и «Сретенский бульвар» на Люблинско-Дмитровской линии. Находится на территории Басманного района Центрального административного округа Москвы. Открыта 15 мая 1935 года в составе первого пускового участка «Сокольники» — «Парк культуры» с ответвлением «Охотный Ряд» — «Смоленская».

## История и происхождение названия
Станция открыта 15 мая 1935 года в составе первого пускового участка Московского метрополитена из 13 станций: «Сокольники» — «Парк культуры» с ответвлением до станции «Смоленская» под названием «Кировская» в память о Сергее Мироновиче Кирове (1886—1934) — государственном и партийном деятеле СССР, убитом 1 декабря 1934 г.. Первоначально станция была двусводчатой, у выходов располагались лишь два коротких аванзала для перехода между боковыми платформами. В 1971 году была произведена реконструкция в связи с сооружением пересадки на станцию «Тургеневская» Калужско-Рижской линии, открывшейся 5 января 1972 года, в ходе которой был раскрыт центральный зал, и станция стала трёхсводчатой. Проектные названия — «Мясницккая» и «Мясницкие ворота» — происходили от названия площади и улицы (в прошлом, также носившее имя Кирова), у которой находится станция. 5 ноября 1990 года вследствие декоммунизации получила нынешнее название «Чистые пруды» по Чистопрудному бульвару, к которому ведут её выходы.
Во время Великой Отечественной войны на станции находились отделы Генерального штаба и ПВО страны, станция была закрыта для пассажиров. В 1947 году на станции впервые в Московском метрополитене были установлены люминесцентные лампы.

## Архитектура и оформление
Своды станционного зала поддерживают два ряда массивных спаренных пилонов, облицованных светлым уральским мрамором «коелга» и дымчатым мрамором «уфалей». Опоры свода скрыты широкими карнизами, за которыми размещены светильники. Пол выложен серым и розовым гранитом (изначально было асфальтовое покрытие). До сооружения перехода на станцию «Сретенский бульвар» у торцевой стены находился бронзовый бюст С. М. Кирова, в честь которого долгое время называлась станция (автор — М. Г. Манизер). Сейчас бюст находится в переходе между станциями «Сретенский бульвар» и «Тургеневская». Путевые стены облицованы светло-серым мрамором (изначально была белая керамическая плитка), снизу — чёрным гранитом.

## Вестибюли и пересадки
У станции есть наземный вестибюль кубической формы, расположенный в начале Чистопрудного бульвара. На данный момент это единственный вестибюль подобной конструкции в московском метрополитене.
«Чистые пруды» — одна из немногих станций, на наземном вестибюле которых сохранилась оригинальная надпись «МЕТРО».
Через вестибюль можно выйти, помимо бульвара, на площадь Мясницкие Ворота, Мясницкую улицу и Грибоедовскую площадь, а также к зданию Московского почтамта.
В центральном зале располагается переход на станцию «Тургеневская» Калужско-Рижской линии, построенный в ходе реконструкции станции в 1971 году. 13 января 2008 года в глухом торце, где ранее располагался бюст С. М. Кирова был открыт переход на станцию «Сретенский бульвар» Люблинско-Дмитровской линии, изначально открытие должно было состояться одновременно со станцией, но из-за задержки поставки эскалаторов Санкт-Петербургского завода, станция открылась только с одной пересадкой, а пуск перехода был отложен на 2 недели.

## Техническая характеристика
Конструкция станции — пилонная трёхсводчатая глубокого заложения. Глубина заложения — 35 м, на момент сооружения станция была самой глубокой в метрополитене. Сооружена по индивидуальному проекту горным способом с обделкой из монолитного бетона. Первоначально располагала двумя короткими аванзалами на месте центрального зала. До реконструкции 1971 года была двусводчатой.

## Наземный общественный транспорт
На этой станции можно пересесть на следующие маршруты городского пассажирского транспорта:
- Автобусы: с633, 913, н15
- Трамваи: А, 3, 39

## Станция в цифрах
- Код станции — 008.
- В марте 2002 года пассажиропоток составлял: по входу — 29,2 тыс. человек, по выходу — 31,2 тыс. человек[5].
- Таблица времени прохождения первого поезда через станцию[6]:

| По чётным числам                   | Будние дни | Выходные дни |
| По нечётным числам                 | Будние дни | Выходные дни |
| В сторону станции «Красные Ворота» | 06:02:00   | 06:02:00     |
| В сторону станции «Красные Ворота» | 06:02:00   | 06:02:00     |
| В сторону станции «Лубянка»        | 05:36:00   | 05:36:00     |
| В сторону станции «Лубянка»        | 05:36:00   | 05:36:00     |

## Галерея
| - Центральный зал станции. 15 февраля 2009 - Посадочная платформа. 25 марта 2020 - Путевая стена с названием станции. 19 сентября 2009 - Переход на станцию «Тургеневская» Калужско-Рижской линии. 11 марта 2023 - Переход на станцию «Сретенский бульвар» Люблинско-Дмитровской линии на месте бюста С. М. Кирова. 12 июля 2008 - Наземный вестибюль. 30 января 2021 |